# Edraianthus dalmaticus
Edraianthus dalmaticus är en klockväxtart som först beskrevs av A.Dc., och fick sitt nu gällande namn av A.Dc. Edraianthus dalmaticus ingår i släktet Edraianthus och familjen klockväxter. Inga underarter finns listade i Catalogue of Life.